# Kulturystyczny Album Foto
Kulturystyczny Album FOTO – polski dwumiesięcznik kulturystyczny wydawany w latach 1990–1993. Był to dodatek do Magazynu Kulturystycznego Jacek – pierwszego polskiego czasopisma kulturystycznego, wydawanego przez osobę prywatną – Jacka Jabłońskiego, byłego kulturystę (3-krotnego Mistrza Polski) i właściciela Ośrodków Ćwiczeń Siłowych w Kołobrzegu i Koszalinie.

## Historia
Pismo powstało jako dodatek do Magazynu Kulturystycznego Jacek z myślą o dostarczeniu polskim miłośnikom kulturystyki posterów i zdjęć gwiazd tej dyscypliny w dużym formacie. 
Periodyk cieszył się dużą popularnością na rynku, a jego nakład rozchodził się w prawie w stu procentach, co było dość fenomenalnym wynikiem na polskim rynku wydawnictw specjalistycznych lat 90. XX w., kiedy to większość czasopism przeżywało spore trudności w odnalezieniu się w warunkach gospodarki wolnorynkowej lub po prostu padała.
Jak przyznawał po latach wydawca, pismo było dość sporym sukcesem finansowym. Pismo przestało się ukazywać jesienią 1993 roku, a wydawca nigdy oficjalnie nie poinformował o przyczynach. Po latach w wywiadzie wyznał, że powodem zamknięcia pisma były trudności jakie dotknęły polski rynek drukarski w pierwszej połowie lat 90. XX w.. 

## Treść
W założeniu w albumie miały znajdować się głównie zdjęcia znanych kulturystów krajowych i zagranicznych oraz fotoreportaże z zawodów kulturystycznych (ME, MŚ, Ms. i Mr. Olympia i in.). W pierwszym numerze magazynu wydawca deklarował: "(...) Będziemy się starali, żeby było w tym "albumie" jak najmniej słów i jak najwięcej zdjęć. Założenie jest takie, że "Album" ma zawierać wyłącznie duże zdjęcia i plakaty.(...)". Tylko dwa pierwsze numery pisma z 1990 roku wydane zostały w tym duchu. Już w roku 1991 pismo zamieszczało coraz więcej tekstów o sylwetkach mistrzów, detalach ich treningów i diety. I oczywiście sporo reklam z branży. Ostatni rok pojawiania się pisma – 1993 to już niemal kopia macierzystego magazynu Jacek. Pełnoprawne artykuły na temat kulturystyki ze zdjęciami i posterami. Zdjęcia pochodziły głównie z niedostępnych dla szerszego grona polskich czytelników zachodnich magazynów branżowych, takich jak: Muscle & Fitness i Flex. W 1993, ostatnim roku istnienia pisma, magazyn (na wzór odpowiedników zachodnich) zamieszczał rozkładówki o wymiarach 84x60 cm.   

## Numery
W sumie w latach 1990-1993 ukazało się 12 numerów pisma – 6 pojedynczych i 3 podwójne. Pismo zawsze wychodziło z opóźnieniem lub w ogóle się nie ukazywało, co wydawca tłumaczył przyczynami niezależnymi od redakcji. Tylko w jednym roku – 1991 – ukazał się pełny rocznik (trzy podwójne numery). Cena numeru wynosiła od 8 000 zł. (nr 1 z 1990 roku) do 29 900 (nr ostatni z 1993 roku). 
| Rok  | Ilość wydanych numerów | Numery podwójne | Numery pojedyncze |
| ---- | ---------------------- | --------------- | ----------------- |
| 1990 | 2                      | 0               | 2                 |
| 1991 | 6                      | 6               | 0                 |
| 1992 | 2                      | 0               | 2                 |
| 1993 | 2                      | 0               | 2                 |